# Беатриса д’Альбон
Беатриса д’Альбон (фр. Béatrice d’Albon; ок. 1161 — 16 декабря 1228) — дофина Вьеннуа, графиня Альбона, Гренобля, Уазана и Бриансона с 1162 года, дочь Гига V д’Альбон и Беатрисы Монферратской.

## Биография
Ей было не больше года, когда умер отец. Регентшей при малолетней Беатрисе была сначала её бабка Маргарита де Макон (ум. 1163), затем мать.
В 1164, в возрасте трех лет, Беатриса вышла замуж за Альберика Тайлефера (1157—1183), второго сына графа Раймунда V Тулузского и Констанции Французской, дочери короля Людовика VII. С этого началось сближение Дофине, входившего в состав Священной Римской империи, с Францией.
Сразу после смерти Альберика Тайлефера (1183) Беатриса вторично вышла замуж за герцога Юга III Бургундского (1148—1192). У них было трое детей:
- Андре Гиг VI (1184—1237), дофин Вьеннский
- Маго (1190—1242), замужем за Жаном де Шалон (1190—1267)
- Анна (1192—1243), с 1222 жена Амадея IV Савойского (1197—1253).

Юг Бургундский участвовал в Третьем крестовом походе и умер в Тире. Овдовев, Беатриса в 1193 г. вышла замуж за Юга, сеньора де Бресс и де Колиньи (1170—1205). У них было двое детей:
- Беатриса, замужем за Альбером III, сеньором де ла Тур дю Пен
- Мария.